# Alcea rosea

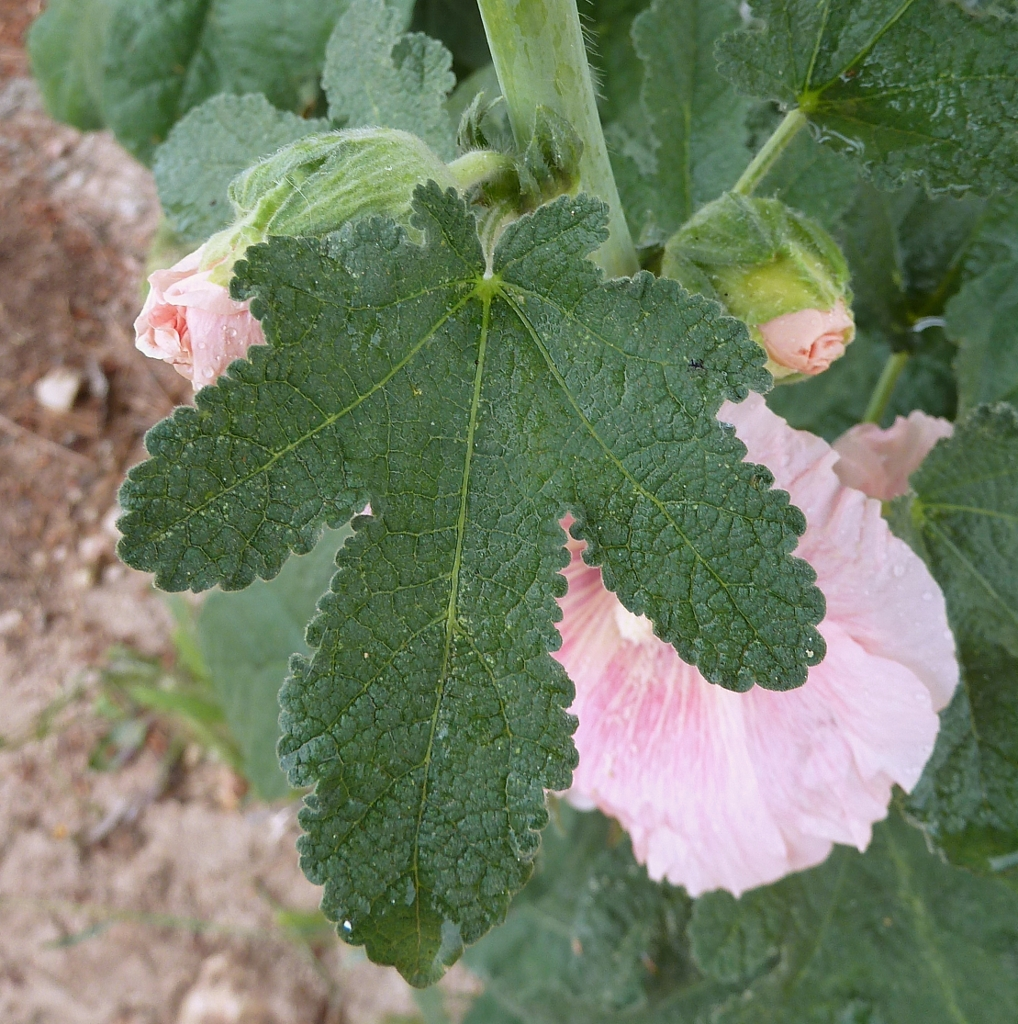
Hoja palmatilobada/partida.

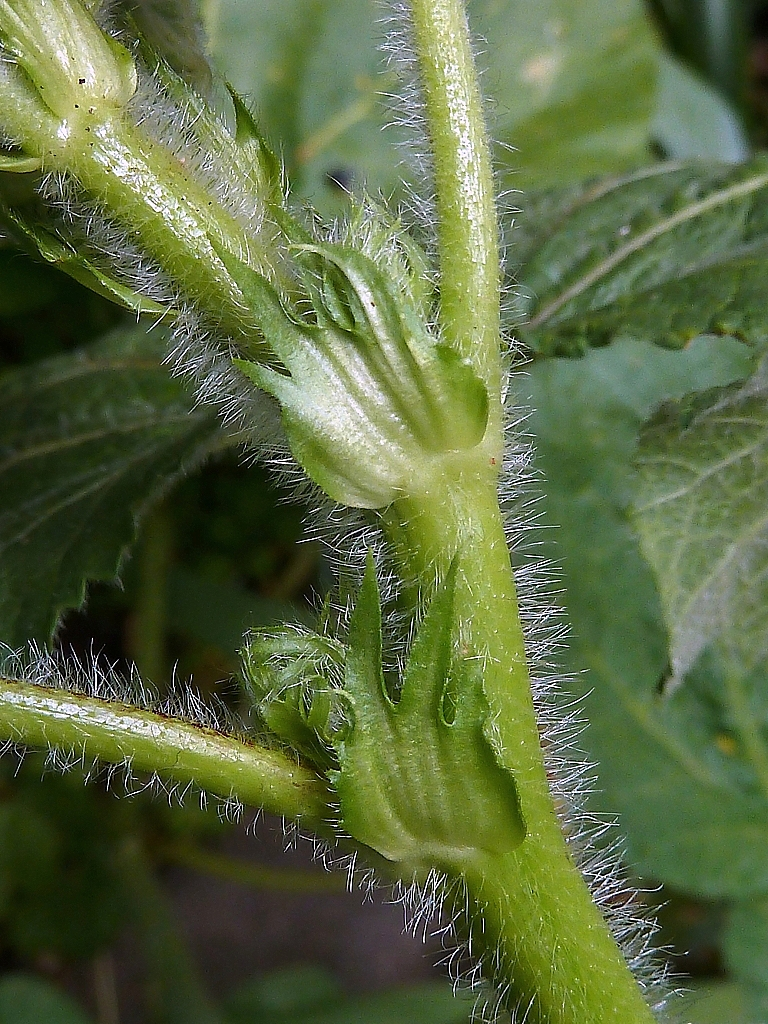
Brácteas laciniadas.

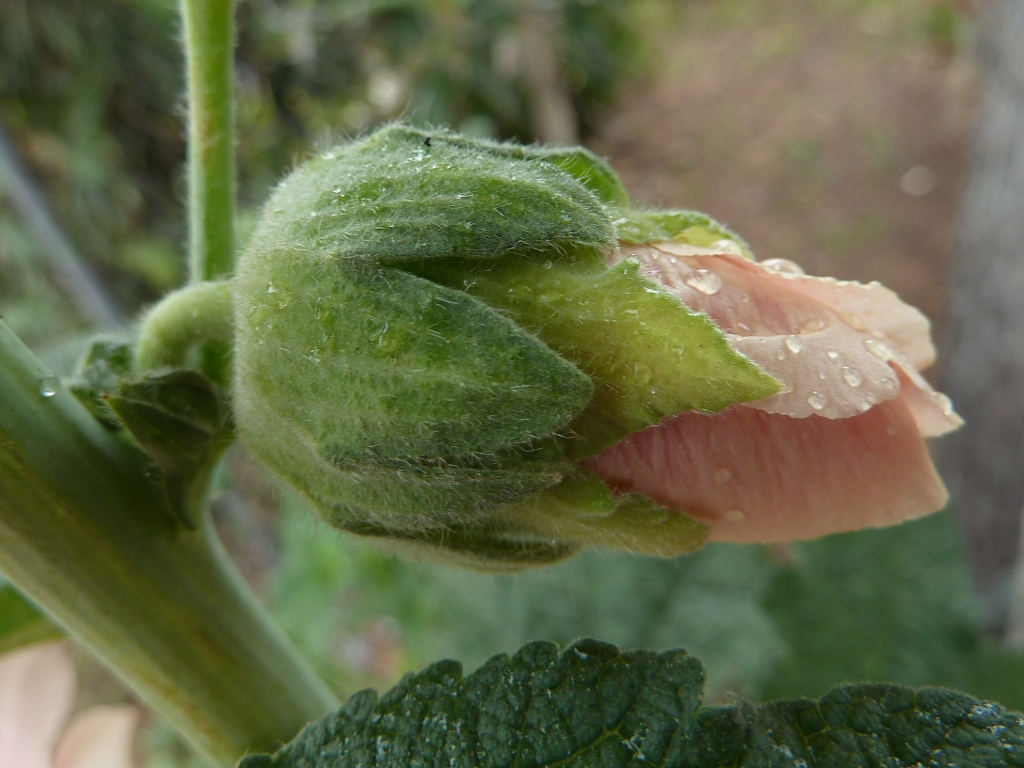
Epicáliz, cáliz y flor incipiente.

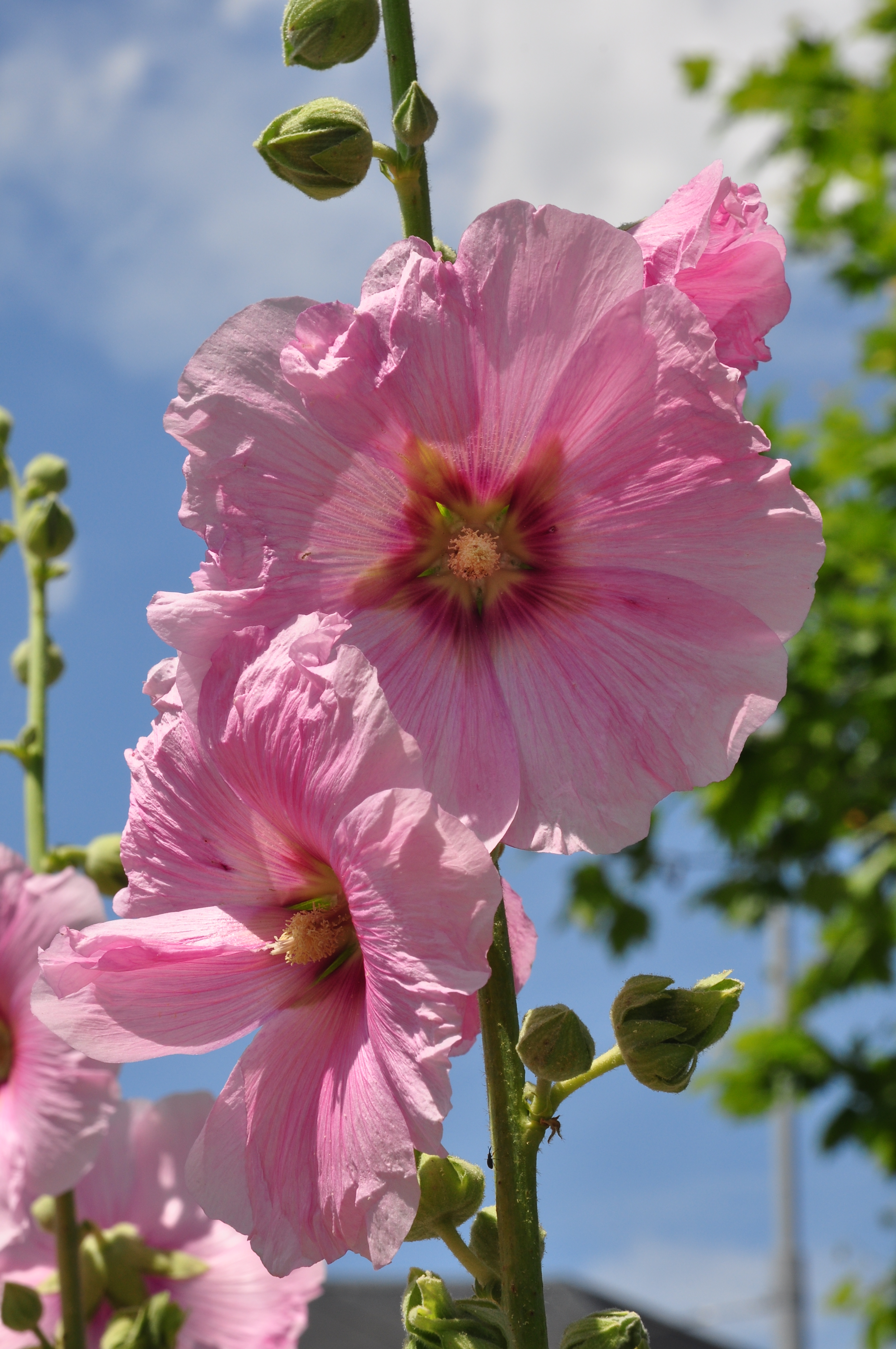
Flores.

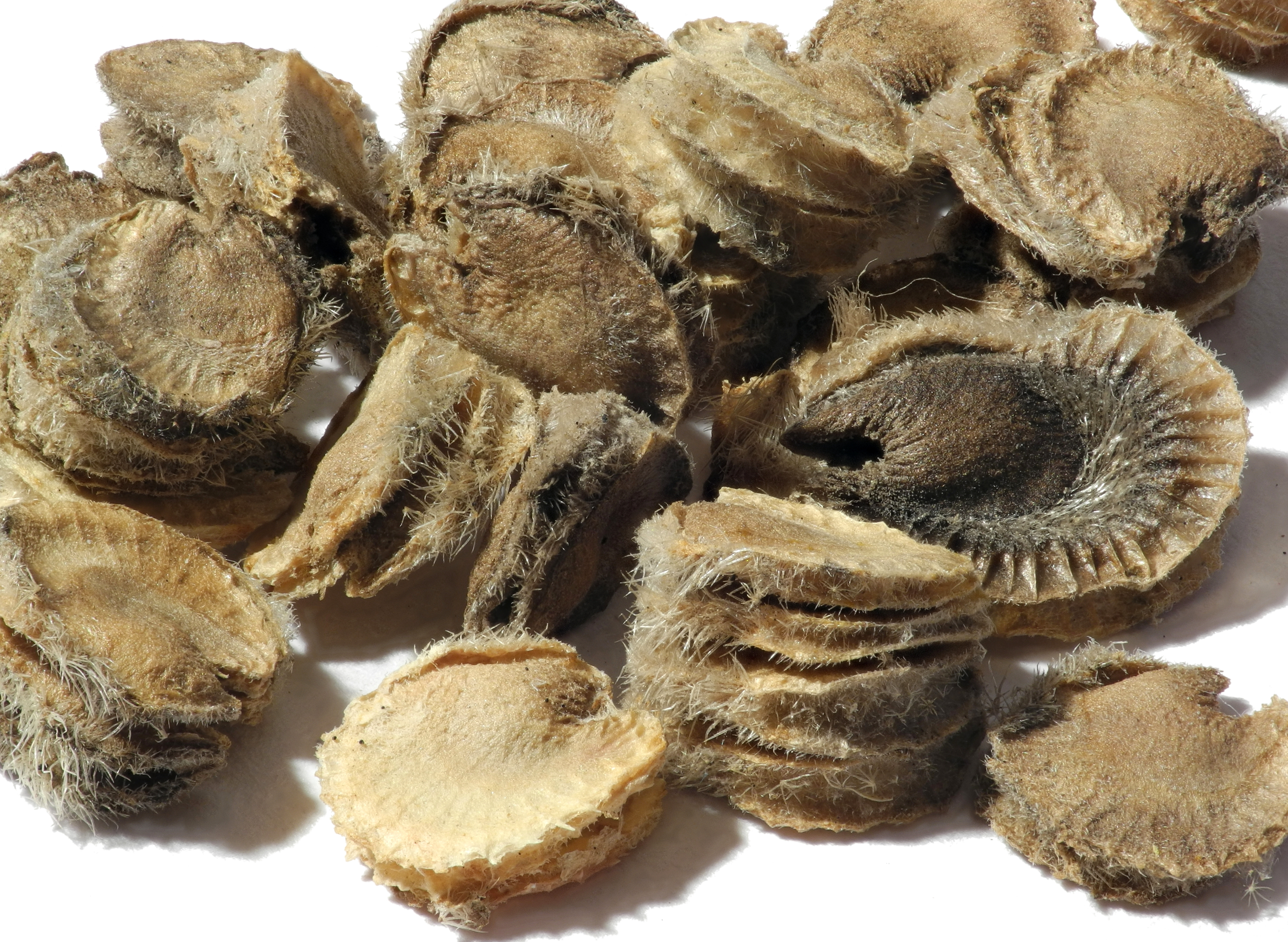
Mericarpos sueltos.

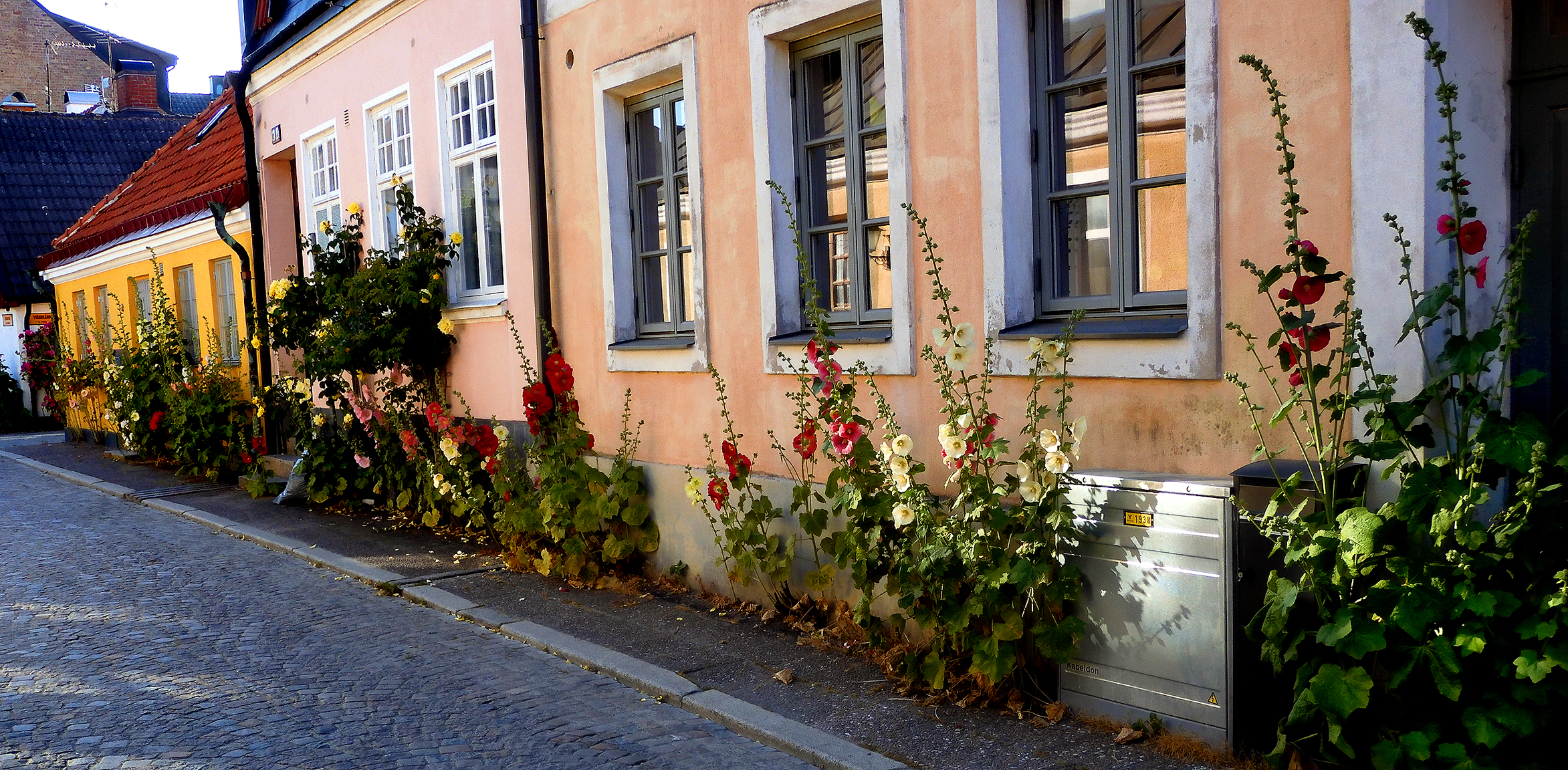
Alcea rosea.

Alcea rosea también conocida como malva real, entre muchos nombres comunes, es una de las especies más cultivada del género Alcea, perteneciente a la familia de las malváceas.

## Descripción
Es una hierba bienal, erguida, de unos 2 m de altura con el tallo densamente hirsuto. Las estípulas son ovadas, centimétricas, apicalmente tri-lobuladas. El pecíolo de las hojas tiene 5-15 cm de largo, con pelos estrellados. El limbo, muy variable, es generalmente casi orbicular, palmeado con 5-7 lóbulos y crenado, de 6-16 cm de diámetro, con el envés hirsuto o tomentoso.
Las flores son solitarias o fasciculadas, agrupadas en una inflorescencia spiciforme. Las brácteas son foliáceas, laciniadas en 4-5 puntas  estrechas y agudas. El epicáliz, en forma de copa, tiene generalmente  6 o 7 lóbulos y es densamente estrellado-hirsuto. El cáliz es acampanado y mide 2-3 cm de diámetro con 5 sépalosovado-triangulares de 1,2-1,5 cm, igualmente estrellado-hirsutos. La corolla,de unos 6-10 cm de diámetro, puede ser roja, púrpura, blanca, rosa, amarilla o negro-púrpura. Los 5 pétalos son obovados-triangulares, de 4 cm, con base atenuada y la uña con punta de largos pelos finos y ápice emarginado. El fruto es un esquizocarpo discoidal de unos 2 cm de diámetro con numerosos mericarpos casi orbiculares, más o menos veludos, con alas periféricas delimitando un estrecho surco ventral y radialmente estriados.
Citología
- 2n=42[3]

Distribución
Se encuentra distribuida por América, Europa, Asia y Australia.

Especie de origen desconocido. Fue importada a Europa desde el suroeste de China durante el siglo XV, o quizás antes. Se usa en jardinería por su espectacular floración y tiene muchas variedades, es cultivada en el mundo entero.

## Taxonomía
Basónimo
Alcea rosea fue descrita por Carlos Linneo (publicado por vez primera en Species Plantarum en 1753.
Etimología
Alcea: nombre genérico que deriva del Griego άλχέά, -ας, derivado de άλέξω, "proteger", "defender", probablemente por las virtudes medicinales de la planta; luego al Latín como Alcea, -ae, descrita por Plinio el Viejo en Naturalis Historia, libro 25, VI, 21, con la descripción de una Malvácea salvaje de atribución problemática.
rosea: epíteto latíno que significa "de color rosa".
Sinonimia
- Alcea biennis Winterl
- Alcea ficifolia Nyman
- Althaea caribaea Sims
- Althaea chinensis Wall.
- Althaea coromandeliana Cav.
- Althaea flexuosa Sims
- Althaea meonantha Link
- Althaea mexicana Kunze
- Althaea rosea (L.) Cav.
- Althaea rosea var. sinensis (Cav.) S.Y.Hu
- Althaea sinensis Cav.
- Althaea sinensis Blanco
- Malva florida Salisb.
- ?Malva hortensus K.F.Schimp. & Spenn.
- Malva rosea Garsault nom. inval.[9]

## Usos

### Jardinería
La Alcea ofrece una gran gama de colores en inflorescencias racimosas terminales, que se abren paulatinamente y con bastante tiempo de permanencia sobre el tallo.

Dada su altura, se puede usar para fondos de jardín, y para limitar zonas.

El crecimiento normal, a pleno sol, es de resistente a muy resistente.

Es más propia de los suelos ricos y bien drenados. La época de siembra se puede establecer entre mayo-junio y la de plantación en agosto-septiembre, con un florecimiento en mayo-septiembre. No soporta las bajas temperaturas, por lo que conviene protegerla en invierno con alguna cobertura de paja o ramas de pino para evitar que las heladas caigan directamente sobre ella.
La variedad/cultivar nigra es abundante, con floración en junio. Presenta pétalos de color violeta muy oscuro, de tinte negro.

### Medicinales
Las flores son emolientes, expectorantes, ligeramente laxantes, demulcente y diuréticas. Las raíces tienen efecto diurético, astringente y demulcente.

Los estudios indicaron que la administración del extracto hidroalcohólico de raíz de Alcea rosea, en dosis de 170 mg / kg, a ratas con litiasis inducida por etilenglicol, redujo e impidió el crecimiento de cálculos urinarios, apoyando la información popular sobre las actividades antiurolitiáticas de la planta. El mecanismo subyacente a este efecto es desconocido, pero aparentemente se debe a sus efectos diuréticos y antiinflamatorios, a la presencia de polisacáridos mucilaginosos y al descenso de las concentraciones urinarias de los componentes formadores de cálculos.
 Aviso médico

### Otros usos
De los pétalos rojos se extraen tintes y colorantes para la alimentación, en particular para el vino.
Ecología
Esta especie sirve de alimentación para las larvas de la polilla Tarache aprica (Noctuidae).

## Nombres vernáculos
- Castellano (España): alcea, cañamera real (2), malcarrota, malmarriales, malva (2), malva Isabela (2), malva arbórea, malva carmín, malva de jardín, malva de la princesa (2), malva de la reina (4), malva de las Indias, malva de los Indias, malva de los huertos, malva de los jardines (3), malva del príncipe (3), malva doble (2), malva doncella (2), malva encendida, malva isabela (2), malva loca (8), malva negra, malva real (22), malva real blanca, malva rosa, malva rósea (2), malva sencilla, malva-doncella, malva-rosa, malvaloca (2), malvalocal, malvarreal (2), malvarrial (2), malvarrosa (2), malvas (2), malvas reales, malvavisco (2), marvas, punzó, rosa africana, rosapalo, vara de San José. Entre paréntesis la frecuencia del vocablo.[12]
- Argentina: Atea, escarapela, malva jaspeada;
- Colombia: Malvavisco de flor;
- Cuba: Vara o Varita de San José;
- Guatemala: Vara de San José;
- Perú: Malva real;
- República Dominicana: Varita de San José;
- Uruguay: malvón silvestre.
- México: Vara de San José
- Brasil: Escada para o céu (by Aparecida Garcia)